# Всеобщая история (Полибий)

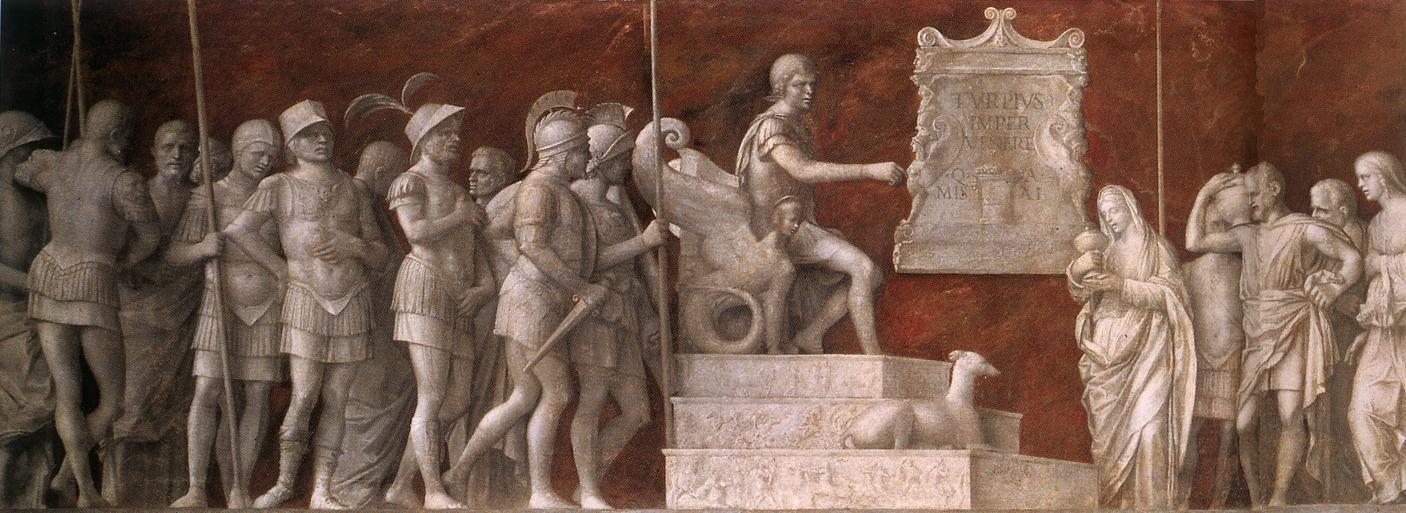
«Великодушие Сципиона» — один из сюжетов Полибия, получивших сотни художественных воплощений

«Всеобщая история» (др.-греч. Ἱστορίαι) — сочинение древнегреческого историка Полибия на койне в 40 книгах (включая одну книгу указателей), основной источник по истории Средиземноморья в эпоху пунических войн, с 220 по 146 годы до н. э. Полностью сохранились только книги с первой по пятую, опубликованные не позднее 150 года до н. э. Остальные книги известны в более или менее подробных пересказах византийских энциклопедистов X века.

## Содержание
Полибий начинает повествование с описания истории как полезного знания, которая является великой наставницей и позволяет достигать успеха и мужественно переносить превратности судьбы (тюхе). Он сравнивает государства македонян, персов и римлян (Ῥωμαῖοί), отдавая предпочтение последнему. Историю Полибий начинает с трех войн, которые придали истории целостность: Союзническая (συμμαχικὸς πόλεμος), Ганнибалова, а также война между Антиохом Великим и Птолемеем Филопатором (I:3). Он упоминает первый поход римлян во главе с Аппием за пределы Италии (I:5) и захват кельтами Рима (I:6). Римляне сначала захватили гегемонию над Лациумом, затем одолели тирренов и самнитов, а также изгнали из Италии Пирра. Особо Полибий останавливается на смутах, вызванных мамертинцами. Затем он повествует о подвигах Гамилькара (Ἀμίλκᾳ) в Иберии (1:13), о боях за Акрагант и ливийской экспедиции консула Марка.
Вторую книгу Полибий начинает с упоминания Ливийской войны и подчинения Иберии карфагенянам. В третьей книге упомянута Ганнибалова война.

## Источники Полибия

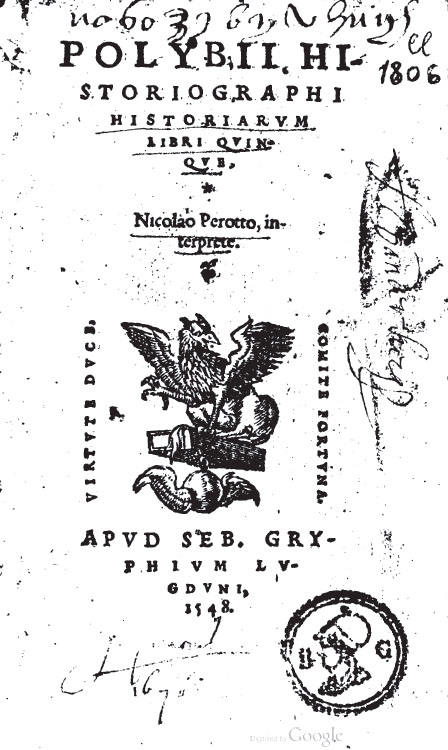
Титульный лист латинского издания 1548 года